# Heinz Wolfgang Litten

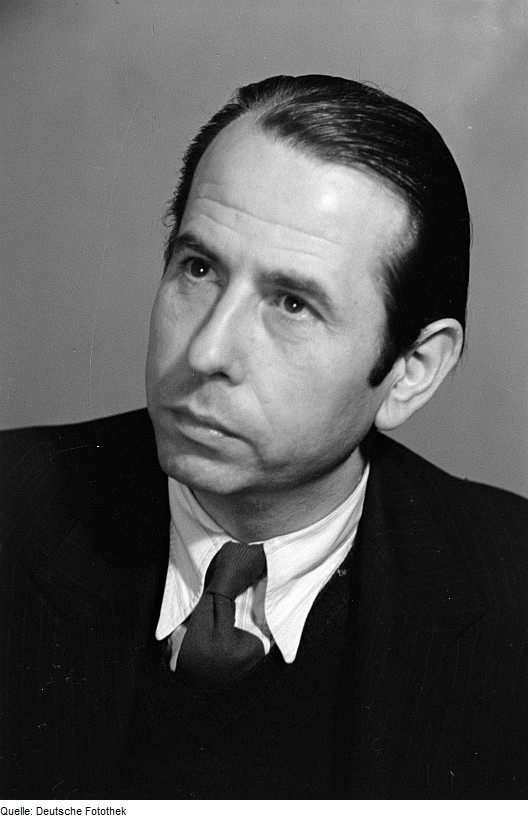
Heinz Wolfgang Litten (1947)

Heinz Wolfgang Litten (* 14. Juni 1905 in Halle (Saale); † 24. August 1955 in Ost-Berlin) war ein deutscher Dramaturg, Regisseur und Intendant.

## Leben
Heinz Wolfgang Litten wurde 1905 als zweiter Sohn der jüdischen, deutsch-national gesinnten Familie von Fritz und Irmgard Litten in Halle (Saale) geboren. Kurz danach zog er mit seinen Eltern und dem älteren Bruder Hans Litten nach Königsberg. Hier besuchte er ein humanistisches Gymnasium. Danach begann er ein Studium der Theaterwissenschaften und der Rechtswissenschaften, welches er in Berlin fortsetzte und 1927 mit einer Dissertation abschloss. Nach der Beendigung seines Studiums ging er in Berlin zur Schauspielschule, deren Leiter der Schauspielabteilung Leopold Jessner war, und durfte bald kleinere Rollen am Theater übernehmen. Hier erkannte er seine Lust und sein Talent für das Inszenieren und bekam erste Aufgaben als Regieassistent am Berliner Staatstheater. Er wurde Dramaturg und erhielt 1929 seine erste selbstständige Regie. 1932 wurde er Oberspielleiter am Städtischen Theater in Chemnitz. Schon bald hatte er sich wegen seiner Inszenierungen und anderer linker Aktivitäten den Zorn der Nazis zugezogen und musste deshalb Chemnitz fluchtartig verlassen.

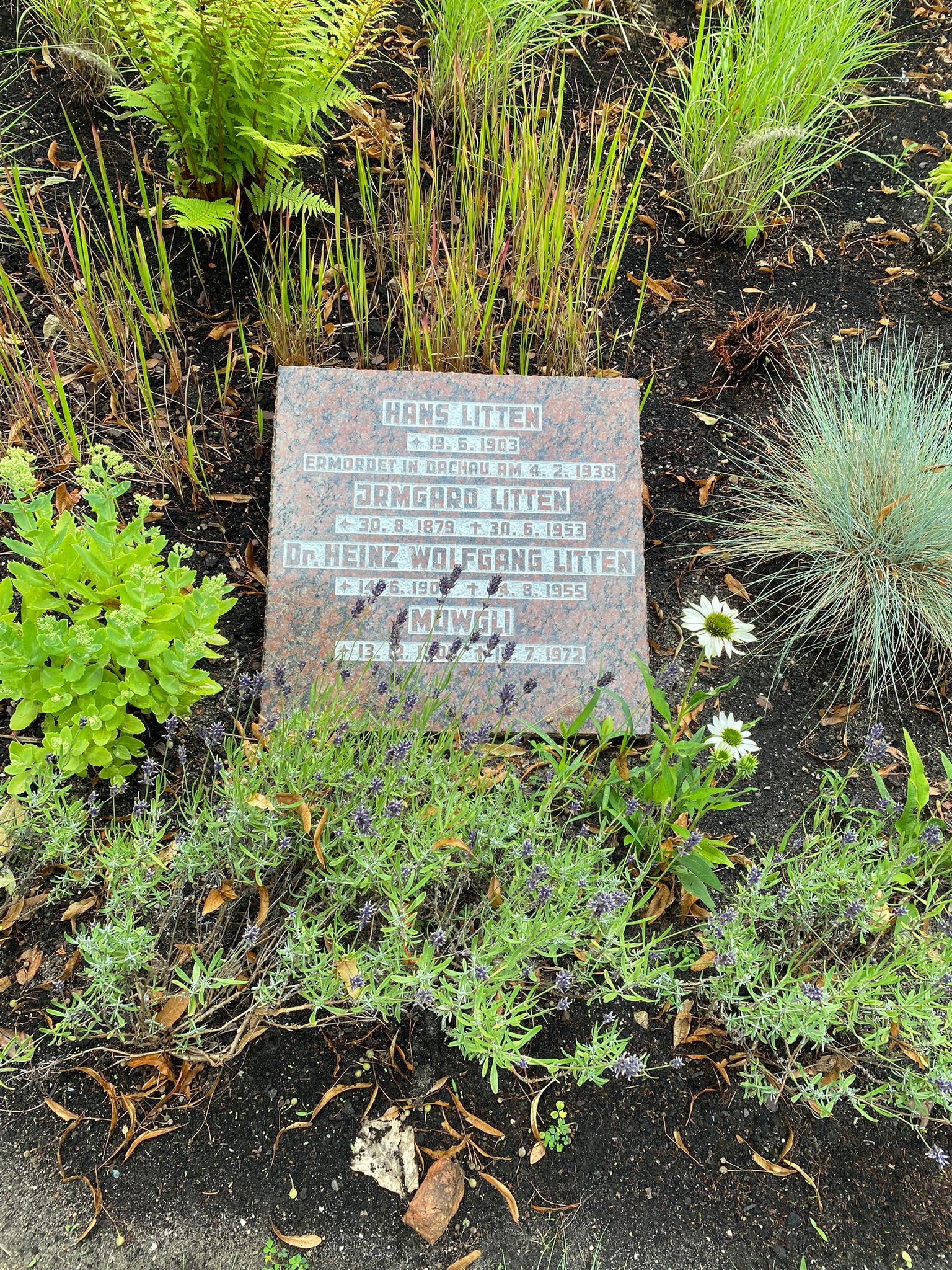
Grabstätte auf dem Friedhof Pankow III

Er fand bei seiner Mutter Unterschlupf und kämpfte mit ihr um die Freilassung seines inhaftierten Bruders Hans. Nach dessen Tod im KZ Dachau flüchtete er mit seinen Eltern 1938 über die Schweiz und Frankreich nach Großbritannien. Hier diente er von 1940 bis 1943 im Pioneer Corps der britischen Armee. Gemeinsam mit Erich Freund wurde er anschließend in London künstlerischer Leiter der Kleinen Bühne des freien deutschen Kulturbundes. Hier lernte er vermutlich die Schauspielerin Mowgli (1906–1972) kennen, die er im Januar 1944 heiratete. 
Im Jahr 1946 ging Heinz Wolfgang Litten zurück nach Deutschland und bekam in Dresden die Generalintendanz des dortigen Sächsischen Staatstheaters angeboten. Für ihn war aber durch die SED die Intendanz der Volksbühne Berlin vorgesehen, die er im Januar 1948 auch übernahm. Zuvor hatte er bereits gemeinsam mit Alfred Lindemann die Lizenz für den Wiederaufbau der Volksbühne erhalten. Bereits 1949 wurde die Volksbühne, wenn auch nur vorübergehend, wieder geschlossen. Von nun an arbeitete er als freischaffender Regisseur an verschiedenen Theatern der DDR.
Heinz Wolfgang Litten schied am  24. August 1955, im Alter von 50 Jahren, in Ost-Berlin freiwillig aus dem Leben. Er ruht neben seinem Bruder und seiner Frau auf dem Friedhof Pankow III. 

## Theater (Regie)
- 1944: Heinrich von Kleist: Amphitryon (Kleines Theater London, England)
- 1944: John Boynton Priestley: Sie kamen in eine Stadt (Kleines Theater London, England)
- 1945: Carl Sternheim: Die Hose (Kleines Theater London, England)
- 1945: Curt Goetz: Menagerie (Kleines Theater London, England)
- 1946: Oscar Wilde: Bunbury (Kleines Theater London, England)
- 1946: Paul Osborn: Der Tod im Apfelbaum (Bühnen der Landeshauptstadt Dresden)
- 1947: Gerhart Hauptmann: Agamemnons Tod  (Deutsches Theater Berlin – Kammerspiele)
- 1947: Gerhart Hauptmann: Elektra  (Deutsches Theater Berlin – Kammerspiele)
- 1947: Boris Lawrenjow: Die Bresche (Haus der Kultur der Sowjetunion)
- 1947: Gerhart Hauptmann: Die Weber (Volksbühne Berlin – Theater in der Kastanienallee Berlin)
- 1948: Ilja Ehrenburg: Der Löwe auf dem Marktplatz (Volksbühne Berlin – Theater in der Kastanienallee Berlin)
- 1949: Arthur Miller: Alle meine Söhne (Volksbühne Berlin – Theater am Schiffbauerdamm Berlin)
- 1949: Bertolt Brecht: Herr Puntila und sein Knecht Matti (Städtische Theater Chemnitz)
- 1950: Leonid Rachmanow: Stürmischer Lebensabend (Städtische Theater Chemnitz)
- 1953: Johann Wolfgang von Goethe: Egmont (Staatsschauspiel Dresden)
- 1954: William Shakespeare: Ein Sommernachtstraum (Hans Otto Theater Potsdam)